# Distretto di Tahuanía
Il distretto di Tahuania è un distretto del Perù nella provincia di Atalaya (regione di Ucayali) con 7.284 abitanti al censimento 2007.
È stato istituito il 2 luglio 1943.